# 나카하타 기요시
나카하타 기요시(일본어: 中畑 清, 1954년 1월 6일 ~ )는 일본의 전 프로 야구 선수이자 야구 지도자, 야구 해설가·평론가이다.
2012년부터 2015년까지 요코하마 DeNA 베이스타스 감독을 역임했다. 애칭은 얏타맨(ヤッターマン), 절호조남(絶好調男 젯코쵸난[*]).

## 인물

### 프로 입단 전
후쿠시마현 니시시라카와군 야부키정에서 낙농업을 운영하는 가정에서 태어나 어렸을 때부터 나가시마 시게오의 활약상을 텔레비전을 통해 지켜보면서 나가시마를 동경하게 되었다. 아사카 상업고등학교(현재의 데이쿄아사카 고등학교)에 입학하자마자 야구부에 입단해 포지션인 3루수, 유격수, 포수를 각각 맡았고 고교 졸업 후 고마자와 대학에 진학하여 1973년 추계 리그에서 최고 수훈 선수로 선정된 것을 포함해 베스트 나인에 네 차례나 선정되는 등의 실적을 남겼다. 검은 선글라스와 특유의 한발타법으로 주목을 받았고 2학년 때인 춘계 시즌에서는 도토 대학 리그의 수위타자 타이틀을 놓고 경쟁에 참여하는 등 도토 대학 리그 통산 82경기에 출전해 300타수 92안타, 타율 3할 7리, 10홈런, 51타점을 기록했다.
일명 ‘고마자와 트리오’라고 불린 히라타 가오루, 니노미야 이타루와 함께 1975년 프로 야구 드래프트에서 주목을 받았고 요미우리의 1순위 지명이 유력시 되면서 고마자와 대학의 합숙소에 기자들이 몰려오기도 했지만 지바 현립 조시 상업고등학교의 시노즈카 도시오가 1순위로 지명되었다. 기자들이 발길을 돌린 모습을 지켜본 나카하타는 별실에서 팀 동료와 함께 쇼기를 두고 있었지만 3위로 지명되었다는 소식을 전해들으면서 “고졸인 사람에게 먼저 지명되었다”라고 실망감을 느낀 반면에 투쟁심은 늘어났다고 한다. 나카하타는 홋카이도 다쿠쇼쿠 은행의 입사가 결정되어 있었지만 결국 프로팀에 입단하기로 결심했고 드래프트 회의에서 지명받지 못한 히라타와 니노미야도 함께 입단한다고 신청하여 요미우리도 이를 받아들였다.

### 선수 시절
입단 후 3년 간은 1군에서의 뚜렷한 성적을 낼 수 없었지만 프로 3년째인 1978년 시즌 종료 후에 개최된 미일 야구에서 요미우리는 신시내티 레즈와 1차전에서 상대하였는데 이 경기에서 나카하타는 다카다 시게루의 대타로 출전해 신시내티 레즈의 마리오 소토로부터 2점 홈런을 때려냈다. 이 날은 눈에 있던 콘텍트 렌즈를 제거하면서 아무것도 보이지 않는 상태에서 출전했지만 아내가 고라쿠엔 구장까지 보낸 새 물건 덕분에 자주 보이게 되었다고 말했다. 미일 야구에서의 활약을 계기로 1군에 정착한 1979년에는 타격 부진에 시달리고 있는 다카다를 대신해서 출전했고 다카다가 복귀한 이후에도 3루수의 주전 자리를 지켰다. 그 해 센트럴 리그 신인왕의 유력한 후보로 거론되었지만 시즌 종반에 갑작스런 부상을 당하면서 신인왕을 차지하지 못했다.
이듬해 1980년에는 처음으로 규정 타석을 채웠고(503타석) 같은 해 가을에는 나가시마 시게오 감독의 사임과 오 사다하루의 은퇴, 그리고 드래프트 회의에서 나카하타와 같은 3루 포지션을 갖고 있던 하라 다쓰노리의 입단을 둘러싼 사건이 일어났다. 여기서 포지션의 문제가 발생하였지만 감독으로 취임한 후지타 모토시 등의 수뇌진은 애초에 ‘나카하타는 3루·하라는 2루’라는 구상을 하고 있었다. 그러나 1981년이 되면서 나카하타는 시즌 도중 부상을 당해 전력에서 이탈하는 등 그 사이에 하라는 3루에, 2루에는 시노즈카 도시오가 들어오면서 높은 타율을 기록했다. 그리고 나카하타는 다시 복귀하면서 1루수로 전향해 나카하타의 부상 덕분에 포지션 문제가 해결되었다는 일각에서의 평가도 있었다. 그 해 요미우리는 1973년 이후 일본 시리즈 우승을 달성해 나카하타 본인도 타율 3할 2푼 2리, 16홈런, 66타점을 기록하며 맹활약을 했다.
1983년에 당시 수비 주루 코치였던 스에쓰구 도시미쓰가 최종전에서 3할대 전후를 기록한 선수들의 타율을 한 타석마다 계산기를 이용해 계산하였고 3할대에 오르면서 교체시켰기 때문에 타율은 3할 대에 머물렀다. 이 점을 지적받은 나카하타는 “3할 만은 계약 갱신 자리의 인상이 바뀌므로 용서해 주었으면 한다. 그 대신에 만약 자신이 타이틀 경쟁을 하면 절대로 쉬지 않는다”라고 대답했다. 실제로 나카하타는 고마자와 대학 시절에 마지막 경기까지 출전하고 수위타자를 놓친 경험은 있었지만 정작 프로에 입문한 후 그런 기회는 없었다. 이듬해 1984년 올스타전에서는 2차전과 3차전에 걸친 2타석 연속 홈런을 때려냈다.
1985년, 매스컴 앞에서 오 사다하루 감독의 지도력을 비판했는데 이후 자신의 발언에 대해 사과했다. 오 사다하루 감독의 지휘하에서는 나가시마 시게오 감독 시절(제1차)에 신인이었던 선수가 주력을 담당하고 있었고 팀의 내분과 관련해서는 주로 잡지나 신문에서 보도된 적도 되었다. 그리고 같은 해에 결성된 노동조합인 일본 프로 야구 선수회의 초대회장으로 취임했고 1985년 시즌 종료 후 고교 야구 역사상 최고의 간판 타자로 군림한 같은 내야수인 기요하라 가즈히로가 요미우리의 입단을 희망하고 있었기 때문에 수비 위치를 빼앗길 정도의 위기감을 가졌다. 비록 기요하라는 세이부 라이온스에 입단했지만 가토 히데지가 긴테쓰 버펄로스에 이적을 하면서 포지션을 놓고 경쟁하는 형태가 되었지만 최종적으로는 가토를 대타에 밀어냈다(가토는 1986년 시즌 종료 후 자유 계약 선수가 되었다).
1989년에 3루수로 다시 변경하려는 시도가 있었지만 한신 고시엔 구장에서의 경기 도중 상대 투수가 견제구를 던져 1루로 되돌아왔을 때 손가락을 다치는 부상을 당했다. 그 사이 3루에는 오카자키 가오루, 1루에는 고마다 노리히로가 주전으로 차지한 적도 있어 그 해 시즌 종반에 현역 은퇴를 선언했다. 리그 우승을 결정짓는 경기(요코하마 스타디움)에서 2루타를 날렸을 때 “자신은 일본의 구장에서 최초로 웨이브를 일으켰다”라고 발언했다. 그 후 일본 시리즈 7차전(후지이데라 구장)에서는 시노즈카의 진언으로 대타에 기용되어 긴테쓰 버펄로스의 요시이 마사토로부터 홈런(이후에 벌써 1타석이 되돌아왔지만 마지막 타석에서는 3루 쪽 내야 플라이로 끝났다)을 때려냈다. 이 경기를 마지막으로 현역 생활을 은퇴했다.

### 그 후
현역에서 은퇴한 이후에는 니혼 TV와 스포츠 닛폰의 야구 해설위원을 역임했고 1993년부터 나가시마 감독(제2기)이 이끄는 요미우리의 타격 코치로 발탁되었다. 그러나 1993년 시즌에 팀은 리그에서 가장 저조한 타격 성적을 기록하면서 코치로서의 지도력에 대한 비판을 받았다. 자유 계약 선수가 된 고마다 노리히로가 요코하마 베이스타스의 이적을 둘러싼 나카하타와의 갈등을 일으킨 적도 있어 나카하타보다 타자로서의 실적이 격상되었던 오치아이 히로미쓰가 FA로 입단한 것에 의해 존재감을 내지 못하고 코치로서의 높은 평가를 받지 못한 채 그대로 시즌을 마쳤다. 그런데도 1994년에는 1루 베이스 코치를 담당해 분위기 메이커의 역할을 관철하면서 일본 시리즈 우승에 기여했다. 1994년 시즌 종료 후 요미우리 코치직에서 물러나 다시 니혼 TV의 야구 해설위원과 스포츠 닛폰의 야구 평론가로 활동했다.
2004년에는 아테네 올림픽 일본 국가대표팀의 수석 코치를 맡았지만 본선에서는 국제 올림픽 위원회의 규정에 의해 나가시마 감독의 등록을 인정받지 못했기 때문에 감독으로 임명하면서 팀의 동메달을 획득했다. 같은 해 요미우리로부터 비공식적으로 조감독을 맡아달라는 요청을 받았지만 이를 거절했다.

#### 국정 선거에의 도전
2010년 5월 9일, 일어나라 일본이 같은 해 7월에 실시될 예정인 제22회 일본 참의원 의원 통상선거의 입후보자로 옹립할 방침이라는 일부 언론에 보도되면서 5월 11일에 나카하타는 일어나라 일본의 대표인 히라누마 다케오, 공동 대표 요사노 가오루가 동석한 가운데 정식으로 선거에 출마한다는 기자 회견을 열었다. 7월 11일의 당 개표 결과 111,597표를 얻어 당내에서 2위가 되었지만 1명(가타야마 도라노스케) 밖에 당선되지 않았기 때문에 낙선했다. 이듬해 2011년 8월 말에 탈당했지만 “결과적으로 합격하지 않아서 좋았다”라고 후에 자신의 심경을 이렇게 말했다.

#### 요코하마 DeNA 감독
2011년 12월 9일, 구단명이 요코하마 DeNA 베이스타스의 차기 감독으로 발탁되었고 후쿠시마 현 출신자로서는 처음으로 프로 야구 감독이 되었다. 자신의 생일이기도 한 이듬해 2012년 1월 6일에 취임 기자 회견을 열었고 동시에 ‘뜨겁다! DeNA’(熱いぜ!DeNA) 라는 구호를 내걸었다.
2012년 2월 1일부터 시작된 오키나와현 기노완시에서의 춘계 스프링 캠프에서는 “수비에 능하지 못한 선수는 주전이 될 수 없다”라는 팀의 방침을 명확하게 드러내면서 수비를 중시하는 팀을 만들겠다고 밝혔다. 그러나 춘계 캠프 도중인 2월 2일에 인플루엔자 A형에 감염되면서 다음날부터 휴양 생활에 들어가 그 기간 동안에 다카기 유타카 수석 코치가 팀 지휘를 맡고 있었지만 나카하타는 휴양중에도 호텔 방안에서 팀의 상황을 지켜보고 있었다. 그러나 그 해 시즌에는 침체에 빠지는 등 전년도 보다 승률이 낮아져서 최하위인 6위로 시즌을 마쳤다.
2015년 시즌 종료 후 성적 부진에 대한 책임을 지고 감독직에서 물러났다.

#### 요코하마 DeNA 감독 사임 후
요코하마 DeNA 베이스타스 감독 사임 후 니혼 TV 야구 해설가·스포츠 닛폰 야구 평론가로 복귀했다. 또 TBS텔레비전이나 TV 도쿄의 야구에도 게스트 해설자로서 출연하고 있다. 그 해 12월 4일 요미우리 OB회 부회장에 취임했고.2019년부터 RF라디오닛폰 야구 해설자로 복귀했다.

## 플레이 스타일
주전으로 있을 당시 오 사다하루가 현역에서 은퇴한 이듬해 1981년과 그 다음해인 1982년에는 4번 타자로 맡았던 일도 많았지만 오 사다하루가 감독으로 발탁된 이후에 하라 다쓰노리나 요시무라 사다아키의 활약과 레지 스미스와 워렌 크로마티 등의 입단에 의해 주로 6번·7번 타자로 활약하는 등 적극적인 타격으로 팀내 중심 타자들을 홈에 들여보냈다. 전형적인 빨리 치기 스타일의 중거리 타자였지만 하라 다쓰노리가 4번으로 정착하는 과도기인 1984년에는 개인 최다인 31개의 홈런을 기록했다. “절호조!”라는 말버릇처럼 팀의 분위기를 조성하는 분위기 메이커로서 밝은 성격을 가질 정도의 팬들한테도 인기가 있어 얏타맨이라는 별명으로 큰 사랑을 받았다.
수비에서도 교묘해질 정도의 플레이로 1루수로서는 1982년부터 1988년까지 7년 연속 골든 글러브상을 수상했다. 그 무렵 에가와 스구루가 등판하는 경기에서는 수비로 자주 방해를 하고 있었기 때문에 에가와로부터 ‘150km의 견제구’를 던질 수 있었다. 후지타 모토시 감독은 나카하타가 3루에, 하라는 1루에 적합한 성격이면서 하라는 3루에, 나카하타를 1루로 기용한 것은 최대의 실수였다고 말했다.

## 에피소드
- 요미우리의 45대 4번 타자였다.
- 아직 신인이면서도 큰 주목을 받지 않았을 무렵 당시 나가시마 시게오 감독으로부터 “기요시, 몸 상태는 어때?”라고 물었을 때 “그저 그렇습니다”라고 대답했다. 이것을 듣고 있던 도이 쇼조 코치로부터 “감독에게 몸 상태를 물으면 거짓말이라도 좋으니까 반드시 절호조(絶好調)라고 대답해라”라고 말해(반도 에이지가 말하기를 “무엇을 물어도”) ‘절호조!’라고 대답하게 되었다.
- 1989년 일본 시리즈 7차전에서는 부인이 관전하러 오면서 지켜보고 있는 가운데 현역 생활의 마지막 홈런을 때려냈다.
- 나카하타의 등번호 24번을 물려받은 오모리 다케시가 수비에도 1루수였기 때문에, 코치 시절 경기 직전에 가르치는 모습을 볼 수 있다.
- 플레이에 대해서는 “비싼 입장료를 내면서 경기장에 들어오는 팬들을 위해서”라고 발언했다.
- 1953년도(쇼와 28년) 태생의 프로 야구 선수들(나시다 마사타카, 오치아이 히로미쓰, 마유미 아키노부, 후키이시 도쿠이치 등)에 의한 친목회인 ‘28회’(二八会) 회장을 맡고 있다.
- 매년 후쿠오카현 기타큐슈시의 규슈 골프 클럽에서 ‘건강하구나!’라는 타이틀을 내걸어 프로 아마 골프 공모를 실시하고 있다.

## 상세 정보

### 출신 학교
- 아사카 상업고등학교(현재의 데이쿄아사카 고등학교)
- 고마자와 대학

### 선수 경력
- 요미우리 자이언츠(1976년 ~ 1989년)

### 지도자·기타 경력
지도자
- 요미우리 자이언츠 1군 타격 코치(1993년 ~ 1994년)
- 2004년 아테네 올림픽 일본 국가대표팀 감독
- 요코하마 DeNA 베이스타스 감독(2012년 ~ 2015년)

해설자
- 닛폰 TV, 스포츠 닛폰 야구 해설위원(1990년 ~ 1992년, 1995년 ~ 2011년,2016년 ~ )
- TBS텔레비전, TV 도쿄 게스트 해설자(2016년)
- RF라디오닛폰 야구해설자(2019년 ~ )

### 수상·타이틀 경력
- 골든 글러브상 : 7회(1982년 ~ 1988년)
- 일본 시리즈 우수 선수상 : 1회(1983년)

### 개인 기록

#### 첫 기록
- 첫 출장 : 1977년 7월 17일, 대 히로시마 도요 카프 17차전(고라쿠엔 구장), 7회말에 하라다 하루아키의 대주자로서 출장
- 첫 안타 : 1977년 7월 31일, 대 한신 타이거스 20차전(한신 고시엔 구장), 6회초에 다카하시 요시마사의 대타로서 출장, 야마모토 가즈유키로부터
- 첫 타점 : 1978년 7월 13일, 대 주니치 드래건스 16차전(나고야 구장), 5회초에 니시모토 다카시의 대타로서 출장, 마쓰모토 유키쓰라로부터 동점 적시타
- 첫 선발 출장 : 1979년 4월 11일, 대 한신 타이거스 2차전(한신 고시엔 구장), 7번·3루수로서 선발 출장
- 첫 홈런 : 1979년 5월 1일, 대 한신 타이거스 4차전(고라쿠엔 구장), 2회말에 마스야마 세이쿄쿠로부터 솔로 홈런

#### 기록 달성 경력
- 통산 100홈런 : 1984년 6월 16일, 대 요코하마 다이요 웨일스 13차전(요코하마 스타디움), 1회초에 히라마쓰 마사지로부터 선제 3점 홈런
- 통산 150홈런 : 1986년 8월 5일, 대 주니치 드래건스 19차전(고라쿠엔 구장), 2회말에 고마쓰 다쓰오로부터 ※역대 81번째
- 통산 1000안타 : 1986년 9월 2일, 대 히로시마 도요 카프 22차전(히로시마 시민 구장), 7회초에 고바야시 세이지로부터 ※역대 146번째
- 통산 1000경기 출장 : 1987년 5월 26일, 대 요코하마 다이요 웨일스 7차전(고라쿠엔 구장), 5번·3루수로서 선발 출장 ※역대 270번째

#### 기타
- 올스타전 출장 : 6회(1981년 ~ 1985년, 1988년)

### 등번호
- 24(1977년 ~ 1989년)
- 72(1993년 ~ 1994년)
- 70(2012년 ~ 2015년)

### 연도별 타격 성적
| 연 도       | 소 속       | 경 기 | 타 석 | 타 수 | 득 점 | 안 타 | 2 루 타 | 3 루 타 | 홈 런 | 루 타 | 타 점 | 도 루 | 도 루 자 | 희 생 번 | 희 생 플 | 볼 넷 | 고 4 | 사 구 | 삼 진 | 병 살 타 | 타 율 | 출 루 율 | 장 타 율 | O P S |
| ----------- | ----------- | ----- | ----- | ----- | ----- | ----- | ------- | ------- | ----- | ----- | ----- | ----- | -------- | -------- | -------- | ----- | ---- | ----- | ----- | -------- | ----- | -------- | -------- | ----- |
| 1977년      | 요미우리    | 7     | 5     | 5     | 0     | 2     | 0       | 0       | 0     | 2     | 0     | 0     | 0        | 0        | 0        | 0     | 0    | 0     | 1     | 1        | .400  | .400     | .400     | .800  |
| 1978년      | 요미우리    | 5     | 3     | 3     | 0     | 1     | 0       | 0       | 0     | 1     | 1     | 0     | 0        | 0        | 0        | 0     | 0    | 0     | 1     | 0        | .333  | .333     | .333     | .666  |
| 1979년      | 요미우리    | 100   | 352   | 333   | 42    | 98    | 18      | 3       | 12    | 158   | 45    | 4     | 4        | 6        | 3        | 7     | 0    | 3     | 46    | 8        | .294  | .306     | .474     | .780  |
| 1980년      | 요미우리    | 124   | 503   | 459   | 61    | 123   | 15      | 2       | 22    | 208   | 57    | 10    | 8        | 7        | 4        | 28    | 1    | 5     | 53    | 11       | .268  | .308     | .453     | .761  |
| 1981년      | 요미우리    | 109   | 440   | 416   | 55    | 134   | 17      | 7       | 16    | 213   | 66    | 10    | 2        | 0        | 3        | 19    | 3    | 2     | 37    | 7        | .322  | .349     | .512     | .861  |
| 1982년      | 요미우리    | 124   | 510   | 468   | 56    | 125   | 24      | 5       | 25    | 234   | 78    | 4     | 3        | 0        | 3        | 37    | 2    | 2     | 71    | 10       | .267  | .319     | .500     | .819  |
| 1983년      | 요미우리    | 114   | 446   | 416   | 53    | 125   | 20      | 2       | 15    | 194   | 68    | 13    | 1        | 2        | 5        | 22    | 3    | 1     | 39    | 5        | .300  | .332     | .466     | .798  |
| 1984년      | 요미우리    | 130   | 550   | 493   | 78    | 145   | 30      | 1       | 31    | 270   | 83    | 4     | 1        | 0        | 2        | 51    | 2    | 4     | 64    | 12       | .294  | .359     | .548     | .907  |
| 1985년      | 요미우리    | 125   | 526   | 490   | 71    | 144   | 32      | 2       | 18    | 234   | 62    | 7     | 3        | 2        | 3        | 30    | 1    | 1     | 39    | 11       | .294  | .333     | .478     | .811  |
| 1986년      | 요미우리    | 127   | 484   | 447   | 57    | 122   | 29      | 2       | 14    | 197   | 69    | 7     | 5        | 2        | 6        | 27    | 3    | 2     | 67    | 10       | .273  | .310     | .441     | .751  |
| 1987년      | 요미우리    | 110   | 413   | 371   | 37    | 119   | 23      | 1       | 6     | 162   | 40    | 6     | 3        | 7        | 5        | 29    | 1    | 1     | 46    | 13       | .321  | .365     | .437     | .802  |
| 1988년      | 요미우리    | 124   | 478   | 444   | 46    | 131   | 36      | 2       | 10    | 201   | 46    | 5     | 4        | 4        | 1        | 28    | 5    | 1     | 35    | 18       | .295  | .336     | .453     | .789  |
| 1989년      | 요미우리    | 49    | 128   | 113   | 8     | 25    | 6       | 0       | 2     | 37    | 6     | 0     | 2        | 2        | 0        | 12    | 3    | 1     | 24    | 2        | .221  | .296     | .327     | .623  |
| 통산 : 13년 | 통산 : 13년 | 1248  | 4838  | 4458  | 564   | 1294  | 250     | 27      | 171   | 2111  | 621   | 70    | 36       | 32       | 35       | 290   | 24   | 23    | 523   | 108      | .290  | .331     | .474     | .805  |

- 굵은 글씨는 시즌 최고 성적.
- 1976년은 1군 출장 없음.

### 감독으로서의 팀 성적
| 연도       | 소속       | 순위       | 경기 | 승리 | 패전 | 무승부 | 승률 | 승차          | 팀 홈런       | 팀 타율       | 팀 평균자책점 | 연령          |
| ---------- | ---------- | ---------- | ---- | ---- | ---- | ------ | ---- | ------------- | ------------- | ------------- | ------------- | ------------- |
| 2012년     | DeNA       | 6위        | 144  | 46   | 85   | 13     | .351 | 41.0          | 66            | .233          | 3.76          | 58세          |
| 2013년     | DeNA       | 5위        | 144  | 64   | 79   | 1      | .448 | 23.0          | 132           | .262          | 4.50          | 59세          |
| 2014년     | DeNA       | 5위        | 144  | 67   | 75   | 2      | .472 | 14.5          | 121           | .253          | 3.76          | 60세          |
| 2015년     | DeNA       | 6위        | 143  | 62   | 80   | 1      | .437 | 14.5          | 109           | .249          | 3.78          | 61세          |
| 통산 : 4년 | 통산 : 4년 | 통산 : 4년 | 575  | 239  | 319  | 17     | .428 | B클래스 : 4회 | B클래스 : 4회 | B클래스 : 4회 | B클래스 : 4회 | B클래스 : 4회 |